# Tipula (Lunatipula) imbecilla
Tipula (Lunatipula) imbecilla is een tweevleugelige uit de familie langpootmuggen (Tipulidae). De soort komt voor in het Palearctisch gebied.